# Çığırğan
Çığırğan è un comune dell'Azerbaigian situato nel distretto di Sabirabad. Conta una popolazione di 786 abitanti.